# Nesholmen
Nesholmen är en ö i Antarktis. Norge gör anspråk på området.